# NGC 3139
NGC 3139 ist eine linsenförmige Galaxie vom Hubble-Typ S0 im Sternbild Hydra südlich der Ekliptik. Sie ist schätzungsweise 55 Millionen Lichtjahre von der Milchstraße entfernt und hat einen Durchmesser von etwa 20.000 Lj.

Im selben Himmelsareal befinden sich u. a. die Galaxien NGC 3133, NGC 3138, NGC 3143 und NGC 3145.
Das Objekt wurde im Jahr 1886 von Francis Preserved Leavenworth entdeckt.